# Steenboszanger
De steenboszanger (Phylloscopus griseolus) is een zangvogel uit de familie Phylloscopidae.

## Verspreiding en leefgebied
Deze soort komt voor in Afghanistan, China, India, Kazachstan, Kirgizië, Mongolië, Nepal, Pakistan, Rusland, Tadzjikistan, Turkmenistan en Oezbekistan.